# Spieldauer (Musik)
Als Spieldauer wird die zeitliche Ausdehnung eines Musikstücks bezeichnet. 
Die Spieldauer eines Musikstückes war seit Entstehung der Musikindustrie vor allem an die Kapazität der physischen Tonträger gebunden. Die ersten 1897 produzierten Schellackplatten hatten lediglich eine Spieldauer von drei Minuten. Im Jahr 1948 erschienen die ersten Langspielplatten mit 33 1/3 rpm und einer Spieldauer von 23 Minuten pro Seite.
Die Spieldauer von Ludwig van Beethovens Neunter Sinfonie war nach einer modernen Legende das Maß für die maximale Spieldauer der Compact Disc. Sonys damaliger Vizepräsident Norio Ohga wollte Beethovens Neunte ohne störendes Wechseln des Tonträgers hören können. Die Entscheidung fiel auf die damals längste zur Verfügung stehende Version von Wilhelm Furtwängler. Diese Aufnahme aus dem Jahr 1951 dauert exakt 74 Minuten.
Seit sich die Musik durch die Möglichkeit der Digitalisierung zum digitalen Gut gewandelt hat, unterliegt die Spieldauer theoretisch keiner Beschränkung durch die Tonträgerkapazität mehr.
Trotz dieser Möglichkeit, die Spieldauer eines Musikstücks nahezu unbegrenzt zu verlängern, liegt die typische Dauer eines Musikstücks, insbesondere im Bereich der Popmusik, immer noch unverändert bei 3 bis maximal 5 Minuten. Der Musikproduzent und Komponist Trevor Horn sieht in der kurzen Spieldauer von unter 5 Minuten ein fundamentales Charakteristikum der Popmusik. Für ein hohes Airplay ist eine kurze Spieldauer ebenfalls vorteilhaft. Bereits in den 1960er Jahren zeichnete sich im Bereich der gehobenen Unterhaltungsmusik der Trend zu Kompositionen von maximal 5 Minuten Spieldauer ab. 
Für Musikstücke mit einer Spieldauer von über 5 Minuten, die als Single veröffentlicht werden, hat sich der sogenannte Radio Edit etabliert. Ziel ist hierbei die Kürzung des Musiktitels auf 2,5 bis maximal 4 Minuten, um den Titel für eine möglichst häufige Radioausstrahlung zu optimieren.
In anderen musikalischen Genres, wie z. B. dem Art- und Post-Rock oder in der Ambient-Musik, sind sehr lange Stücke mit einer Spieldauer von bis zu 20 Minuten oder länger hingegen üblich. Hintergrund ist hierbei der für einige dieser Genres typische Einsatz minutenlanger repetitiver Klangmuster und Strukturen und der Fokus auf die Entwicklung eines bestimmten musikalischen Themas über einen längeren Zeitraum.

## Bedeutung
Die Spieldauer eines Musikstücks dient z. B. bei der GEMA als ein Kriterium für die Einstufung eines musikalischen Werkes. Die Einstufung des Werkes ist entscheidend für die Ausschüttung der Royalties.
Auch für die Feststellung der Musik-Charts stellt die Spieldauer eines Musikstücks eine Rolle. So lässt der Bundesverband Musikindustrie für die offiziellen deutschen Single-Charts nur Maxi-Singles zu, die nicht mehr als fünf Tracks haben und insgesamt 23 Minuten Spielzeit nicht überschreiten dürfen.

## Ausgewählte Musikstücke mit besonderer Spieldauer
- Als Musikstück mit der kürzesten Spieldauer gilt das Lied You Suffer der britischen Grindcore-Band Napalm Death. Es wurde 1987 auf Scum, dem Debütalbum der Band veröffentlicht und wird mit einer Spieldauer von 1,316 Sekunden im Guinness-Buch der Rekorde als kürzestes bis dahin aufgenommenes Musikstück geführt.[5]
- Das Lied Yoko Ono der deutschen Band Die Ärzte hat eine Spieldauer von nur 31 Sekunden. Das 45 Sekunden lange Musikvideo wurde wegen seiner Kürze in das Guinness-Buch der Rekorde aufgenommen.[6]
- Das Musikstück für Orgel ORGAN²/ASLSP von John Cage ist mit einer Aufführung in der Halberstädter Sankt-Burchardi-Kirche im ehemaligen Kloster Sankt Burchardi das längstandauernde Musikstück der Welt. Die 8-seitige Partitur wurde zur Erreichung dieses Ziels auf eine Spieldauer von 639 Jahren hochgerechnet.[7]
- Ebenfalls von John Cage stammt das Stück 4′33″, das seinen Titel aus der Spieldauer des Stücks bezieht, wobei während der gesamten 4 Minuten und 33 Sekunden kein einziger Ton gespielt wird.